# 17033 Rusty
17033 Rusty este un asteroid din centura principală de asteroizi.

## Descriere
17033 Rusty este un asteroid din centura principală de asteroizi. A fost descoperit pe 22 martie 1999 la Stația Anderson Mesa în cadrul programului LONEOS. El prezintă o orbită caracterizată de o semiaxă mare de 2,32 ua, o excentricitate de 0,06 și o înclinație de 2,1° în raport cu ecliptica.